# Ortenaukreis
Ortenaukreis (tiếng Pháp: Ortenau) là một huyện (Kreis) ở phía Tây bang Baden-Württemberg, Đức.

## Biểu trưng
|  |  |

## Xã và đô thị
| Thị trấn | Administrative districts | Xã | |
| --- | --- | --- | --- |
| 1. Achern 2. Ettenheim 3. Gengenbach 4. Haslach im Kinzigtal 5. Hausach 6. Hornberg 7. Kehl 8. Lahr (Schwarzwald) 9. Mahlberg 10. Oberkirch 11. Offenburg 12. Oppenau 13. Renchen 14. Rheinau (Baden) 15. Wolfach 16. Zell am Harmersbach | 1. Achern 2. Ettenheim 3. Gengenbach 4. Haslach 5. Hausach 6. Kappelrodeck 7. Lahr 8. Oberes Renchtal 9. Oberkirch 10. Offenburg 11. Seelbach 12. Schwanau 13. Wolfach 14. Zell | 1. Appenweier 2. Bad Peterstal-Griesbach 3. Berghaupten 4. Biberach (Baden) 5. Durbach 6. Fischerbach 7. Friesenheim 8. Gutach (Schwarzwaldbahn) 9. Hofstetten 10. Hohberg 11. Kappel-Grafenhausen 12. Kappelrodeck 13. Kippenheim 14. Lauf (Baden) 15. Lautenbach 16. Meißenheim 17. Mühlenbach 18. Neuried | 1. Nordrach 2. Oberharmersbach 3. Oberwolfach 4. Ohlsbach 5. Ortenberg 6. Ottenhöfen 7. Ringsheim 8. Rust (Baden) 9. Sasbach 10. Sasbachwalden 11. Schuttertal 12. Schutterwald 13. Schwanau 14. Seebach 15. Seelbach 16. Steinach 17. Willstätt |